# Famoc
Jeżeli edytujesz kod źródłowy, to aby uzyskać taki efekt: teoria, elektronem, Witolda Gombrowicza – twórz linki według składni: [[teoria]], [[elektron]]em, [[Witold Gombrowicz|Witolda Gombrowicza]].

Essentials MDM (wcześniej Famoc) – platforma z kategorii mobile device management (MDM), służąca do zarządzania i zabezpieczania urządzeń mobilnych, takich jak smartfony, tablety, laptopy, oraz inne urządzenia wykorzystywane w przedsiębiorstwach. System został opracowany przez polską firmę Famoc, która po przejęciu przez Techstep w 2021 roku zmieniła nazwę na Essentials MDM.

## Główne funkcje
Pozwala na zdalne zarządzanie ustawieniami systemowymi i sieciowymi urządzeń mobilnych, a także zapewnia kontrolę nad procesami konfiguracyjnymi. Umożliwia wprowadzenie jednolitej ochrony danych dzięki funkcjom szyfrowania, blokadom urządzeń i możliwości zdalnego czyszczenia pamięci w przypadku kradzieży lub zgubienia urządzeń.
Umożliwia śledzenie lokalizacji wszystkich urządzeń mobilnych w czasie rzeczywistym. W zależności od sposobu i zakresu aktywacji śledzenie lokalizacji może być jednak nielegalne.
System oferuje centralną dystrybucję aplikacji oraz ich monitorowanie. Umożliwia również zdalne przejęcie kontroli nad urządzeniem w celu diagnozowania problemów, usuwania błędów oraz dostarczania wsparcia technicznego.